# Heinrich Rauchberg
Heinrich Rauchberg (* 12. April 1860 in Wien; † 26. September 1938 in Prag) war ein österreichischer Rechtswissenschaftler und Statistiker.

## Leben
Als Sohn eines Fabrikanten studierte Rauchberg von 1878 bis 1882 an der Rechtswissenschaftlichen Fakultät
 der Universität Wien Rechtswissenschaft. 1883 wurde er zum Dr. jur. promoviert. Seit 1884 Hofsekretär der k.k. Statistischen Zentralkommission, habilitierte er sich 1891 in Wien für Statistik. 1896 kam er auf den Lehrstuhl für Statistik, Verwaltungslehre und österreichisches Verwaltungsrecht der Karl-Ferdinands-Universität. Zugleich erhielt er die Lehrverpflichtung für österreichisches Finanzrecht und später auch für Völkerrecht. In den akademischen Jahren 1902/03, 1916/17 und 1926/27 war er Dekan. Seit 1908 Hofrat, wurde er am 28. Oktober 1911 für das Amtsjahr 1911/12 zum Rektor gewählt. Seine Rektoratsrede befasste sich mit der politischen Erziehung des Staatsvolkes. 1930 wurde er emeritiert.
1890 leitete Rauchberg Österreichs Volkszählung, bei der erstmals Tabelliermaschinen nach dem System von Herman Hollerith und Otto Schäffler verwendet wurden. «Der nationale Besitzstand in Böhmen» (3 Bde. 1905) ist eine Bilanz der nationalen Entwicklung und des Sprachen- und Nationalitätenkampfes. Da er in Böhmen von der praktischen Teilnahme an der Landesstatistik ausgeschlossen war, wandte er sich sozialpolitischen und öffentlich-rechtlichen Problemen zu (Wohnungsfürsorge, Mieterschutz, Reform des Jurastudiums). Nach dem Ersten Weltkrieg standen der Minderheitenschutz und die Reform des Heimatrechtes im Mittelpunkt. Seine «Österreichische Bürgerkunde», volkstümlich und wissenschaftlich zugleich, ist das erste Werk dieser Art in Österreich. Die Neubearbeitung für die Tschechoslowakei wurde in der 3. Auflage über die ursprüngliche Zielsetzung hinaus zu einer systematischen Übersicht über die gesamte tschechoslowakische Gesetzgebung. In vielen Publikationen und  Rundfunkvorträgen behandelte er vor allem die Bedeutung aktueller Rechtsprobleme für das praktische Leben.

## Werke (Auswahl)
- Die elektrische Zählmaschine und ihre Anwendung, insbesondere bei der österreichischen Volkszählung. H. Laupp, Tübingen 1891.
- Die Bevölkerung Österreichs. Auf Grund der Ergebnisse der Volkszählung vom 31. December 1890. Mit zehn Kartogrammen und zwei Diagrammen. A. Hölder 1895.
- Die Kaiser Franz Josef I.-Jubiläums-Stiftung für Volkswohnungen und Wohlfahrts-Einrichtungen. A. Hölder 1897.
- Die Berufs- und Gewerbezählung im Deutschen Reich vom 14. Juni 1895. C. Heymann, Köln 1901.
- Sprachenkarte von Böhmen: 1:500,000, mit 4 Eckkartons im Maße 1:200,000. R. Lechner 1904.
- Der nationale Besitzstand in Böhmen, Band 1. Duncker & Humblot, Berlin 1905.
- Graphische Anlagen. Duncker & Humblot, Berlin 1905.
- Die statistischen Unterlagen der österreichischen Wahlreform. Irrgang 1907.
- Die Bedeutung der Deutschen in Österreich. 1908.
- Innere Wanderungen in Oesterreich.
- Das Genfer Friedensprotokoll. 1923.
- Der internationale Schutz der nationalen Minderheiten. 1925.
- Die Reform des Minderheitenschutzes, Band 15, Ausgaben 1–2. 1930.
- Kriegerheimstätten. Nachdruck 2017.
- Österreichische Bürgerkunde. Nachdruck 2018.